# دومينغو فيديريكو
دومينغو فيديريكو (بالإسبانية: Domingo Federico)‏ هو ملحن وكاتب أغاني أرجنتيني، ولد في 4 يونيو 1916 في بوينس آيرس في الأرجنتين، وتوفي بنفس المكان في 16 أبريل 2000.

## وصلات خارجية
- دومينغو فيديريكو على موقع IMDb (الإنجليزية)
- دومينغو فيديريكو على موقع ميوزك برينز (الإنجليزية)
- دومينغو فيديريكو على موقع ديسكوغز (الإنجليزية)